# خوسيه كلارامونت
خوسيه كلارامونت (بالإسبانية: José Claramunt)‏ هو لاعب كرة قدم إسباني في مركز الوسط، ولد في 16 يوليو 1946 في Puçol ‏ في إسبانيا. شارك مع منتخب إسبانيا لكرة القدم. أما مع النوادي، فقد لعب مع فالنسيا ميستايا ونادي فالنسيا.

## وصلات خارجية
- خوسيه كلارامونت على موقع الاتحاد الدولي (مؤرشف)  (الإنجليزية)
- خوسيه كلارامونت على موقع الاتحاد الأوربي (الإنجليزية)
- خوسيه كلارامونت على موقع قاعدة بيانات كرة القدم.إي يو (الإنجليزية)
- خوسيه كلارامونت على موقع ناشيونال فوتبول تيمز (الإنجليزية)